# Isodon phulchokiensis
Isodon phulchokiensis là một loài thực vật có hoa trong họ Hoa môi. Loài này được (Murata) H.Hara mô tả khoa học đầu tiên năm 1985.